# インターコンチネンタルホテル (カーブル)

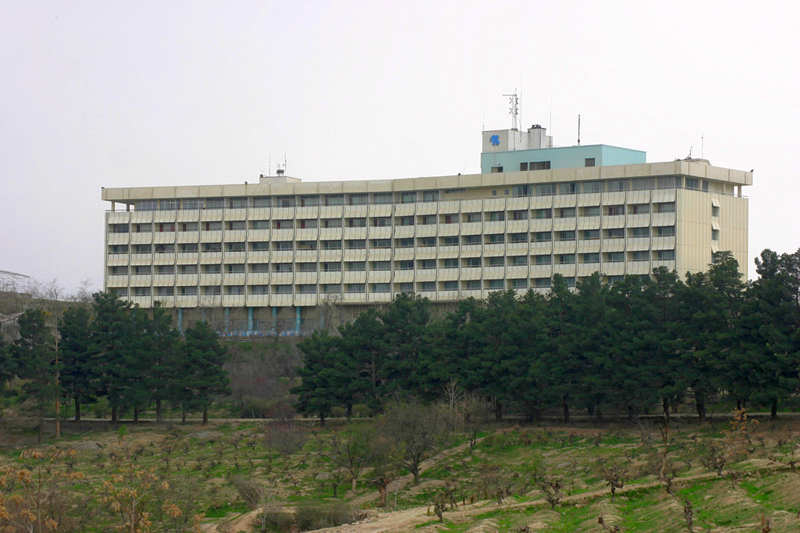
インターコンチネンタルホテル

インターコンチネンタルホテルは、アフガニスタンの首都カーブル市内にあるホテル。同名の国際ホテルチェーン（インターコンチネンタルホテルズグループ）とは関係がない国営ホテルである。市内を見下ろす小高い丘の上に立地することもあり、ランドマークとなっている。

## 概要
1969年に開業後、長年続いたアフガニスタン侵攻や内戦の影響を受けつつも営業を続けてきた。国際会議の開催が可能な会議場が備わっていることもあり、政府要人や海外からの外交団の利用が行われるほか、支援団体等もホテル内に事務所を構えている。こうした利用者を狙ったテロの標的になるため、ホテルに向かう道筋には複数の検問所が設けられている。

## 事件
- 2011年6月28日 - タリバーンがホテルを襲撃[1]。
- 2014年3月20日 - タリバーン4人組がホテルを襲撃。9人以上が死亡[2]。
- 2018年1月20日 - タリバーン5人組がホテルを襲撃。外国人など25人以上が死亡[3]。